# Messali Hajj
Ahmad Ben Messali Hajj (in arabo مصالي الحاج‎?, Maṣālī al-Ḥājj; Tlemcen, 1898 – Parigi, 3 giugno 1974) è stato un politico algerino.
Nazionalista algerino e simpatizzante della Rivoluzione russa del 1917, dedicò l'intera sua vita alla lotta per il conseguimento dell'indipendenza della sua patria, conquistata nel 1962 dalla Francia.
Fu cofondatore dell'Étoile Nord-Africaine, del Partito del Popolo Algerino e del Movimento per il Trionfo delle Libertà Democratiche, prima di dissociarsi nel 1954 dalla lotta armata del Fronte di Liberazione Nazionale (FLN) per l'indipendenza.
Fondò anche il Movimento Nazionale Algerino per contrapporsi ai metodi del FLN.

## Antefatti
Nel 1927 Messali Hajj fu eletto leader di un'associazione di lavoratori algerini basata a Parigi. Partecipò quell'anno ai lavori del Congresso Anti-Imperialista in Belgio, da cui nacque la Lega contro l'Imperialismo, e incontrò in quell'occasione il vietnamita Ho Chi Minh. Tornato in Francia e poi nella natia Algeria (all'epoca assoggettata alla Francia), Messali contribuì a organizzare un movimento clandestino che si proponeva di conseguire l'indipendenza per il suo Paese. Negli anni venti, dette vita all'Étoile Nord-Africaine, una delle prime organizzazioni nazionaliste moderne algerine, e nel 1937 fondò il Partito del Popolo Algerino (PPA). Entrambi i gruppi furono disciolti dalla potenza occupante e nel novembre del 1937, Messali fu incriminato per sovversione e posto in prigione per numerosi anni.